# خلية وحيدة

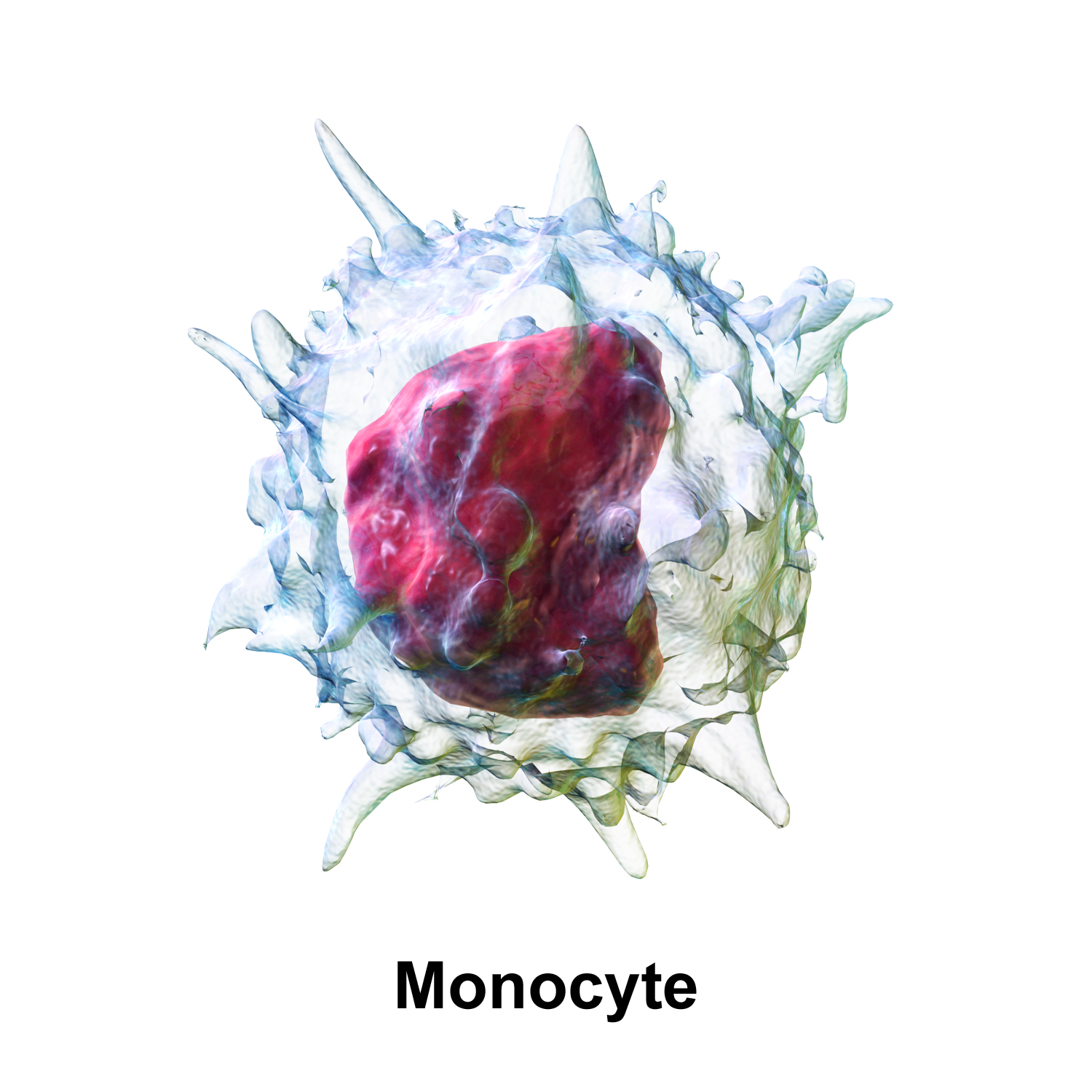
تقديم ثلاثي الابعاد لخلية وحيدة

وحيدات النوى (بالإنجليزية: Monocyte)‏ هي إحدى أنواع الكريات البيضاء أو خلايا الدم البيضاء. يُعتبر حجمها الأكبر بين أنواع الكريات البيض الأخرى وتتميز بقدرتها على التمايز إلى الخلايا البلعمية الكبيرة والخلايا المتغصنة التقليدية. تلعب وحيدات النوى دورًا في المناعة الفطرية لدى الفقاريات من خلال تأثيرها على عملية المناعة التكيفية. يمكن تصنيف وحيدات النوى الموجودة في دم البشر إلى ثلاث فئات فرعية على الأقل اعتمادًا على مستقبلات النمط الظاهري الخاصة بها.

## تطورها
تنشأ وحيدات النوى عن نخاع العظم من طلائعها التي تُدعى الآرومات الوحيدة، وهي خلايا ثنائية المكنة متمايزة من الخلايا الجذعية المكونة للدم. تنتشر وحيدات النوى في مجرى الدم لمدة تتراوح نموذجيًا بين يوم وثلاثة أيام لتهاجر بعدها إلى النسج في مختلف أنحاء الجسم حيث تتمايز إلى الخلايا البلعمية الكبيرة والخلايا المتغصنة. تشكل وحيدات النوى ثلاثة إلى ثمانية بالمئة من الكريات البيض الموجودة في الدم. يحتفظ الجسم بنصف وحيدات نوى تقريبًا مخزنة في الطحال ضمن تجمعات عنقودية في حبال بيلروث للب الطحال الأحمر. بالإضافة إلى ذلك، تمثل وحيدات النوى أكبر الكريات الموجودة في الدم.

### الخلايا البلعمية الكبيرة
تتولى الخلايا البلعمية الكبيرة مهمة حماية النسج من المواد الأجنبية، ومن المعتقد أيضًا أن لها دورًا هامًا في تشكل الأعضاء الهامة كالقلب والدماغ. تمتلك هذه الخلايا نواة كبيرة ملساء، ومنطقة واسعة من السيتوبلازم والعديد من الحويصلات الداخلية المسؤولة عن معالجة المواد الأجنبية.

### الخلايا المتغصنة
في المختبر، تستطيع وحيدات النوى التمايز إلى الخلايا المتغصنة عن طريق إضافة سيتوكينات العامل المنبه لمستعمرات المحببات والبلاعم (جي إم – سي إس إف) والإنترلوكين 4. مع ذلك، تحمل هذه الخلايا المشتقة من وحيدات النوى بصمة الوحيدات في الترنسكريبتوم الخاص بها، وتمتلك قابلية للتجمع في عناقيد مع الوحيدات عوضًا عن الخلايا التغصنية الأصلية.

## الوظيفة
تؤدي وحيدات النوى إلى جانب نسلها من الخلايا االمتغصنة والخلايا البلعمية الكبيرة ثلاث وظائف رئيسية في الجهاز المناعي. تتمثل هذه الوظائف في البلعمة، وتجلية المستضد وإنتاج السيتوكين. تشمل عملية البلعمة التقاط الميكروبات والجزيئات ثم هضم مادتها وتدميرها. تمتلك وحيدات النوى القدرة على البلعمة من خلال البروتينات الوسيطة (الطاهية) مثل الأجسام المضادة أو جملة المتممة التي تغلف العامل الممرض، بالإضافة إلى الارتباط بالمكروبات مباشرة عبر مستقبلات التعرف على الأنماط التي تتعرف على العامل الممرض. تستطيع وحيدات النوى أيضًا قتل الخلايا المضيفة المصابة عبر التسمم الخلوي المعتمد على الأضداد. يمكن ملاحظة تشكل الفجوات في الخلايا التي شاركت مؤخرًا في بلعمة المواد الأجنبية.
تشارك العديد من العوامل الأخرى التي تنتجها الخلايا الأخرى في تنظيم عملية البلعمة وغيرها من الوظائف الخاصة بوحيدات النوى. تشمل هذه العوامل بشكل بارز الكيموكينات مثل بروتين الانجذاب الكيميائي 1 لوحيدات النوى (سي سي إل 2) وبروتين الانجذاب الكيميائي 3 لوحيدات النوى (سي سي إل 7)؛ وبعض نواتج استقلاب حمض الأراكيدونيك مثل لوكوترين بي-4 وبعض عناصر حمض 5-هيدروكسي الإيكوزاتيترانويد وعائلة حمض 5-أوكسو-الإيكزوساتيترانويد من ناهضات المستقبل «أو إكس إي 1» (مثل 5-«إتش إي تي إي» و5-أوكسو-«إي تي إي»)؛ و إن-فورميل الميثونيل لوسيل الفينيل ألانين وغيرها من قليلات الببتيد المتعلقة بإن-فورميل التي تصنعها البكتيريا وتنشط مستقبل ببتيد الفورميل 1.
تعمل الأجزاء الميكروبية المتبقية بعد الهضم بمثابة مستضدات. يمكن دمج هذه الأجزاء في جزيئات «إم إتش سي» لتُنقل إلى سطح الخلايا وحيدة النوى (والخلايا البلعمية الكبيرة والخلايا المتغصنة). يُطلق على هذه العملية اسم تجلية المستضد، إذ تلعب دورًا في تنشيط الخلايا اللمفاوية التائية، التي تحرض بدورها استجابة مناعية معينة ضد المستضد.
تستطيح النواتج الميكروبية الأخرى تنشيط وحيدات النوى بشكل مباشر لتنتج السيتوكينات المحرضة للالتهاب، وبشكل متأخر، السيتوكينات المضادة للالتهاب. تشمل السيتوكينات النموذجية التي تنتجها وحيدات النوى كلًا من «تي إن إف»، و«آي إل -1» و«آي إل -12».
قد تساهم الخلايا وحيدة النوى أيضًا في شدة المرض وتقدمه لدى مرضى كوفيد-19.

## النسبة
تشكل حوالي من 2% إلى 8% من مجموع خلايا الدم البيضاء.

## الحجم
12 إلى 20 مايكرومتر.

## النواة
نواة كبيرة غير مركزية واحدة، ملونة شاحبة، على شكل كلية أو على شكل حذاء حصان.

## دورة الحياة
- 3 أيام في الدم.
- في النسيج الضام: عدة شهور.

## الوظيفة
- تتغير إلى خلايا بلعمية كبيرة عند الحاجة.
- لها دور في الالتهابات المزمنة.

## حالات الزيادة أو النقص
Monocytosis كثرة الخلايا الوحيدة: زيادة عدد الوحيدات ويحدث في بعض حالات الالتهابات المزمنة مثل السل والزهري.

## روابط خارجية
- صور نسيجية: 01702ooa — نظام تعلم علم الأنسجة في جامعة بوسطن
- Human Monocytes - Prof. Dr. Ziegler-Heitbrock
- Circulation of Body Fluids